# Apogon lineatus
Apogon lineatus är en fiskart som beskrevs av Temminck och Hermann Schlegel 1842. Apogon lineatus ingår i släktet Apogon och familjen Apogonidae. Inga underarter finns listade i Catalogue of Life.

## Bildgalleri

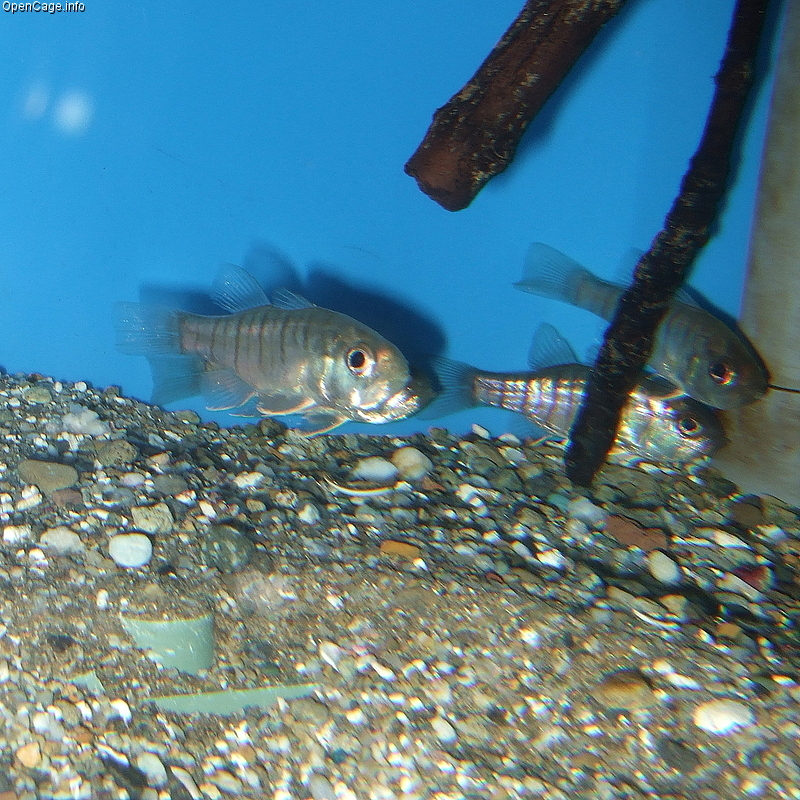